# Base navale du comté de Ventura
Naval Base Ventura County

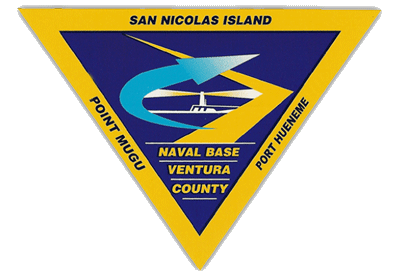
Insigne du NB Ventura County

La base navale du comté de Ventura (en anglais : Naval Base Ventura County ou NBVC) est une base militaire de l'US Navy située dans le comté de Ventura en Californie. Celle-ci est formée par la fusion des :
- Naval Air Station Point Mugu à Point Mugu,
- Naval Construction Battalion Center Port Hueneme à Port Hueneme,
- Naval Outlying Landing Field San Nicolas Island sur l'île San Nicolas.

La base sert de site de mobilisation, de port en eau profonde, de tête de ligne et d'aérodrome. La base emploie de plus de 19 000 personnes, ce qui en fait le plus grand employeur du comté de Ventura. La base contribue directement ou indirectement à 8 200 autres emplois dans tout le comté.

## Description

### Centre du bataillon de construction navale de Port Hueneme

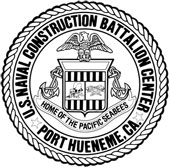
Insigne du CBC Port Hueneme

L'installation à Port Hueneme a été construite comme un dépôt temporaire au début de la Seconde Guerre mondiale pour former et approvisionner l'unité de génie militaire Seabees nouvellement créés (de « CB », les initiales de « Construction Battalion »). La base a été officiellement établie et a commencé à fonctionner le 18 mai 1942 sous le nom de Advance Base Depot. En 1945, l'Advance Base Depot a été rebaptisé Naval Construction Battalion Center.
Pendant la guerre de Corée, presque tout l'équipement de construction et les fournitures de la marine pour la guerre ont été acheminés par le CBC Port Hueneme.

### Station aéronavale de Point Mugu

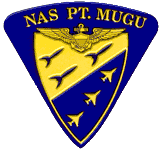
Insigne NAS Point Mugu

En 1941, alors que les États-Unis entraient dans la Seconde Guerre mondiale, Point Mugu devint également une zone d'entraînement pour les Seabees. Ils y ont posé des plaques en acier perforées devenant la première piste d'atterrissage de Point Mugu.
Le NAS Point Mugu a servi de centre d'entraînement anti-aérien pendant la guerre et a été développé à la fin des années 1940 pour devenir la principale installation de développement et d'essai de missiles de la Marine qui ont été développés et testés au cours des années 1950 et 1960, y compris les missiles air-air AIM-7 Sparrow et l'AIM-54 Phoenix, le missile air-sol AGM-12 Bullpup et le missile de croisière SSM-N-8A Regulus.

### Aéroport militaire de l'île San Nicolas
La base a accueilli de nombreux programmes de test de munitions, et la plage de test s'étend au large de l'île San Nicolas. L'installation a été déplacée en 1967 à la Base navale de Point Loma.
Son aérodrome fut utilisé par l'ancien président Ronald Reagan lors  de visites dans son ranch de Santa Barbara. L'aérodrome a été utilisé lors des funérailles d'État en 2004, comme lieu où le corps de l'ancien président a été transporté par avion pour reposer dans la Rotonde du Capitole des États-Unis. Le corps a été transporté à Point Mugu à bord de l'avion présidentiel SAM 28000 deux jours plus tard.
Jusqu'à la fin des années 1990, la base abritait l'Antarctic Development Squadron SIX (VXE-6 (en)), l'escadron de Lockheed LC-130 Hercules équipés pour atterrir sur la glace en Antarctique, pour y ravitailler les stations scientifiques. Maintenant, la 109e escadre de la New York Air National Guard (en) a assumé cette responsabilité.

## Base navale du comté de Ventura
La base navale du comté de Ventura a été créée le 11 octobre 2000, lors d'une cérémonie tenue à Point Mugu. Les deux commandements de NAS Point Mugu et de CBC Port Hueneme ont été regroupés en une toute nouvelle organisation. L'île San Nicolas y a été transférée  le 1er octobre 2004, après plusieurs années sous le nom de Naval Air Warfare Center (en), Weapons Division.
La base navale fournit désormais à l'United States Pacific Fleet un site de mobilisation tout-en-un, un port en eau profonde, une tête de ligne et un aérodrome. En février 2013, la marine américaine a proposé de baser quatre drones MQ-4C Triton à partir de 2020, nécessitant 700 membres du personnel et personnes à charge pour se déplacer vers la base, et 74,3 millions de dollars en coût de construction estimé.

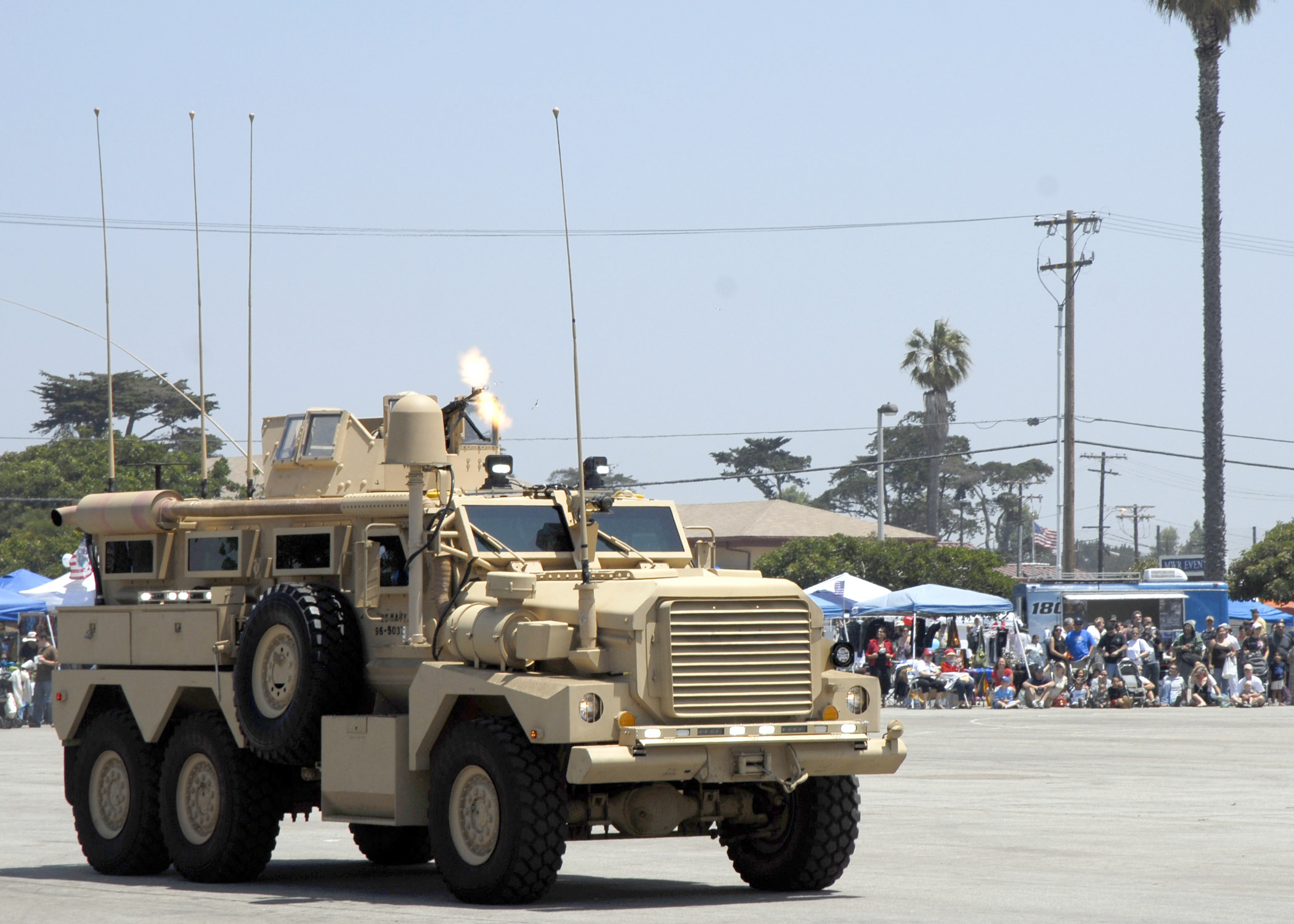
Une équipe de sécurité du convoi Seabee effectue une démonstration de puissance de feu à la base navale du comté de Ventura

En septembre 2016, la station aérienne de la Coast Guard Air Station Los Angeles a été transférée à la base navale du comté de Ventura de l'Aéroport international de Los Angeles (LAX) lorsque le bail de l'installation existante a pris fin. Il a été fusionné avec/est devenu un satellite de la Coast Guard Air Station San Francisco,. Cela a permis à LAX d'accueillir les améliorations prévues, y compris le terminal Midfield Satellite Concourse North (MSC North).
En mai 2018, une enquête a révélé qu'une mauvaise gestion avait entraîné la disparition de plus de 32 millions de dollars d'équipement parce que les employés de l'entrepôt n'avaient pas tenu de registres d'inventaire appropriés. Certains documents classifiés dans les entrepôts avaient également été stockés de manière inappropriée. Les entrepôts contiennent des fournitures et du matériel de réparation pour les destroyers, les frégates et les croiseurs qui transportent des systèmes d'armes classifiés.

## Installations

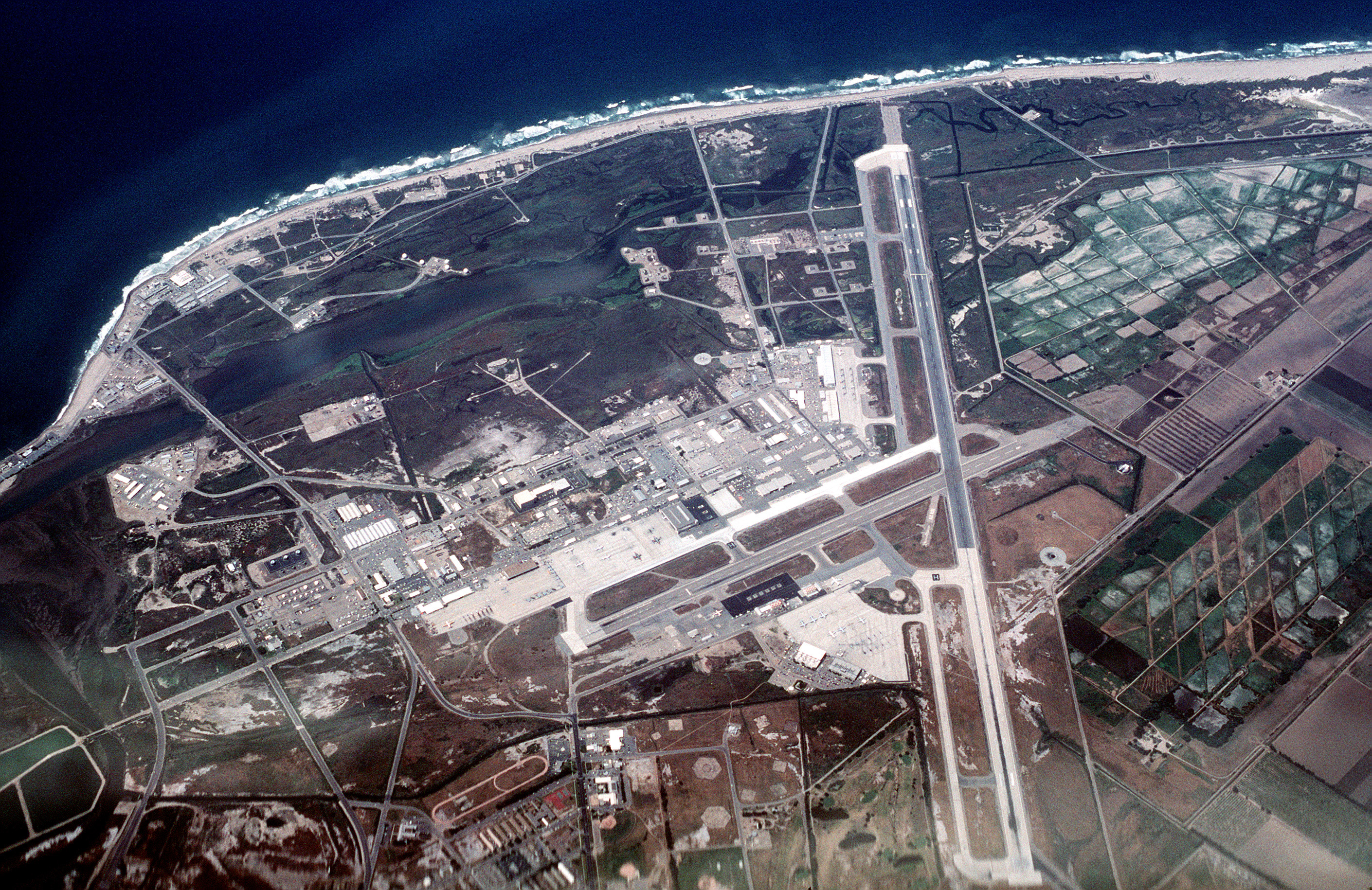
Vue aérienne de l'aérodrome de Point Mugu

- À Point Mugu, le NBVC exploite deux pistes et une plage d'essais en mer de 93 000 km2, ancrée par l'île San Nicolas. Cela permet aux militaires de tester et de suivre des systèmes d'armes dans des espaces aériens et maritimes restreints sans empiéter sur le trafic aérien civil ou les voies de navigation. La zone peut être élargie grâce à une coordination entre la marine américaine et la Federal Aviation Administration. Les données de télémétrie peuvent être suivies et enregistrées à l'aide de la technologie hébergée sur l'île San Nicolas, Point Mugu et Laguna Peak[8], une installation de niveau 1 également contrôlée par la NBVC. De plus, l'installation de contrôle du trafic aérien contient un TRACON qui fournit des services radar terminaux pour les aéroports très fréquentés à proximité de Camarillo Airport (en) et de Oxnard Airport (en).

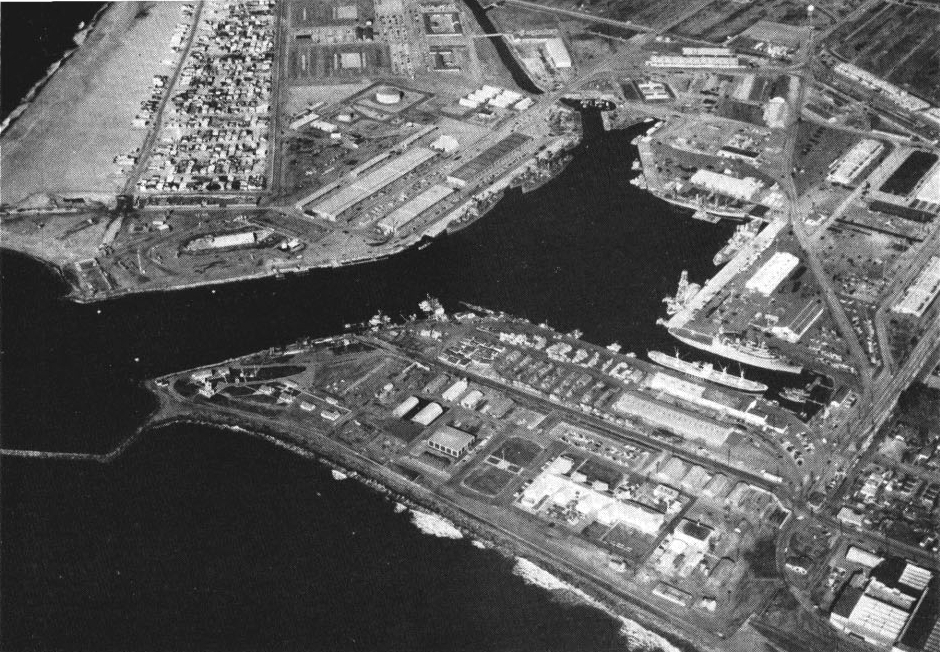
Vue aérienne de Port Huneme

- Au port Hueneme (prononcé « Why-nee-mee »), la NBVC exploite le seul port en eau profonde entre Los Angeles et San Francisco. Le port dispose également de 26 km de voies ferrées avec un accès dédié pour le chargement et le déchargement du fret militaire pour les différentes branches de service. Le port est le port d'attache de la côte ouest des Seabees de la marine américaine et prend en charge les besoins de formation et de mobilisation de plus de 2 600 membres du personnel en service actif. L'installation portuaire est située sur la vaste plaine agricole d'Oxnard, à environ 97 km au nord-ouest de Los Angeles, sur la côte sud de la Californie.

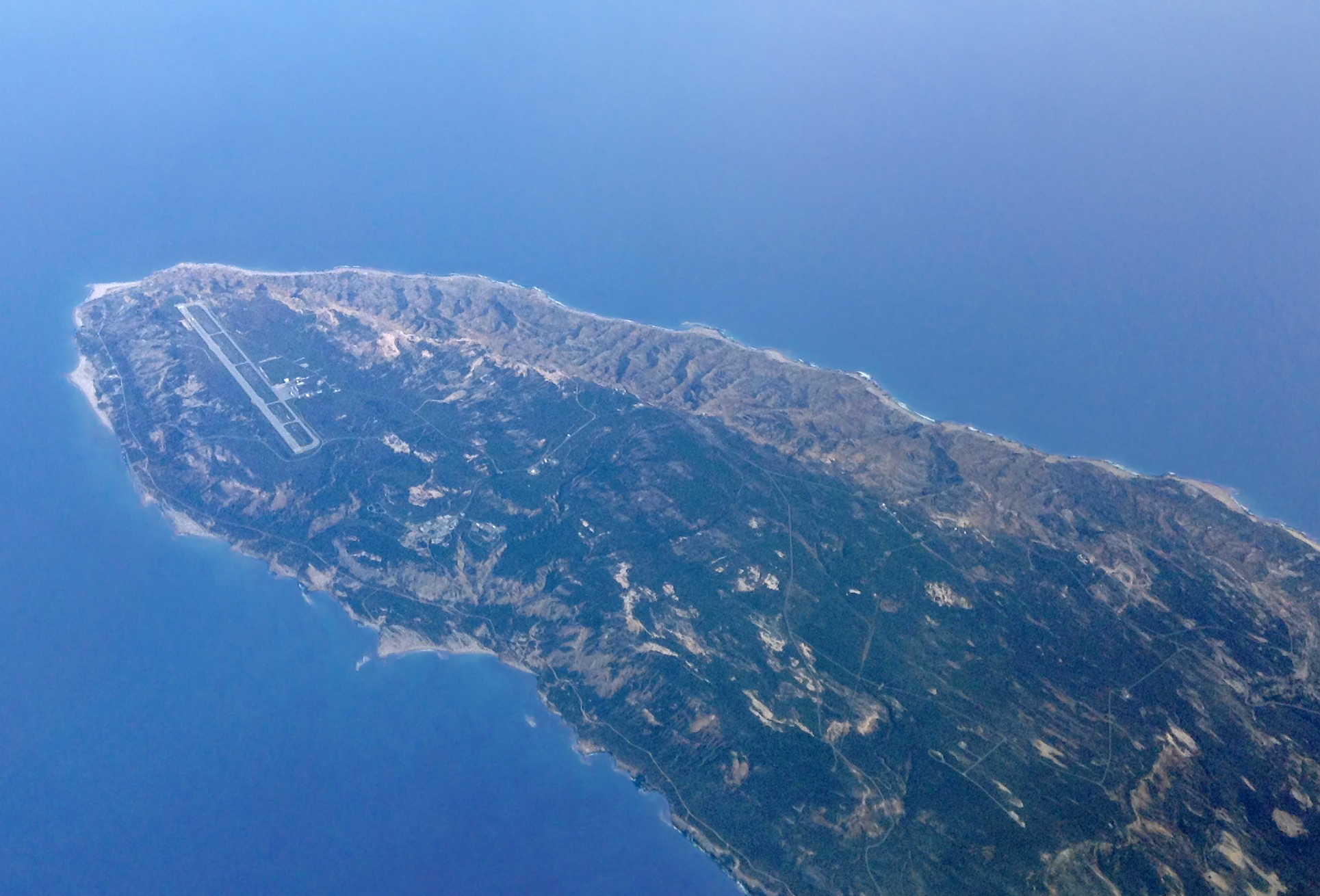
Piste sur l'île San Nicolas

- Sur l'île San Nicolas (SNI), la NBVC dispose d'une piste en béton et en asphalte de 3 049 m capable d'accueillir des avions de la taille d'un C-5 Galaxy. Les autres installations de l'île comprennent des instruments de suivi radar, des dispositifs électro-optiques, la télémétrie, des équipements de communication, des zones de lancement de missiles et de cibles, ainsi que le soutien du personnel. Le SNI sert de plate-forme de lancement pour les essais de missiles courts et moyens et d'installation d'observation pour les essais de missiles.

### Intervenants extérieurs à la base

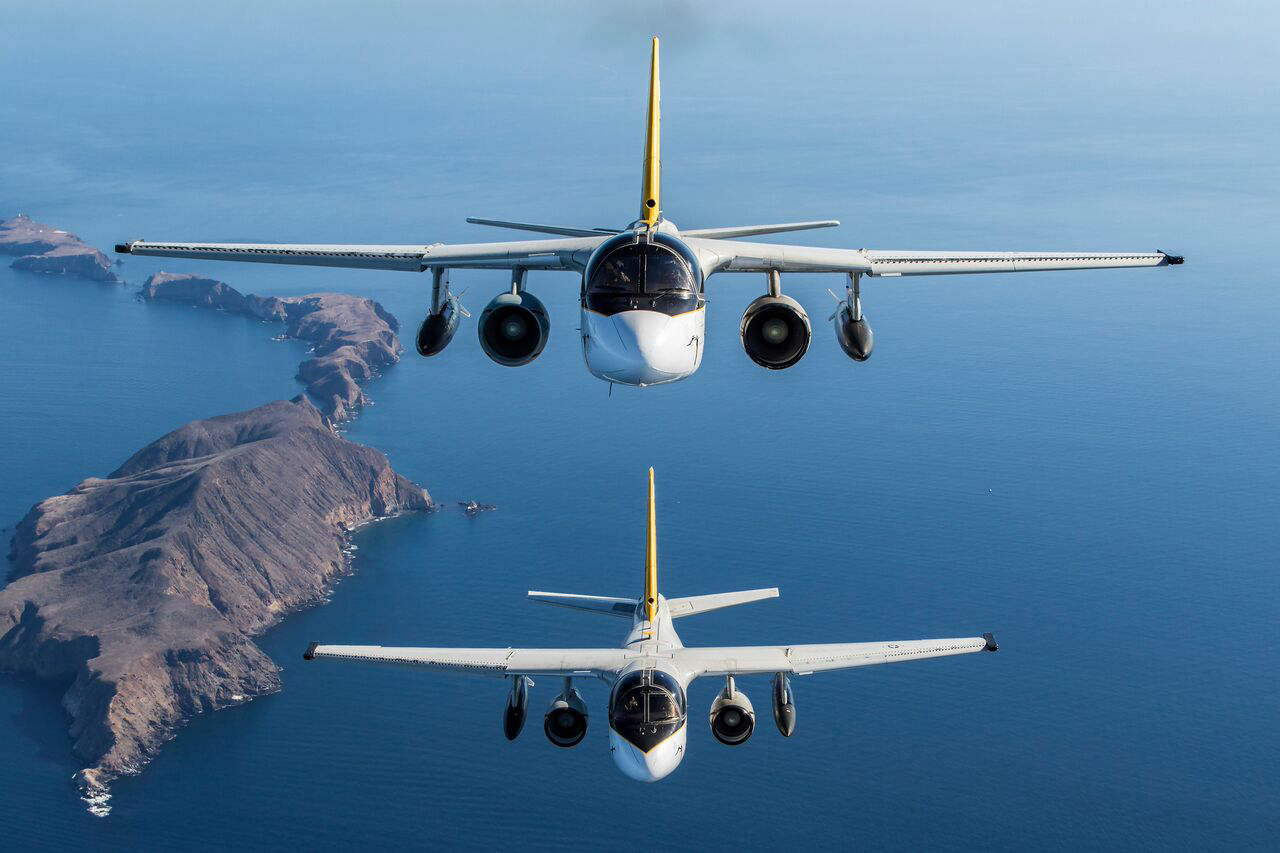
Deux S-3B VX-30 au-dessus de l'île Anacapa en 2016

Un ensemble extrêmement diversifié de spécialités qui soutiennent à la fois la flotte et les chasseurs interviennent sur la base, y compris trois centres de guerre : la division du Naval Air Warfare Center (en), la division du Naval Surface Warfare Center Port Hueneme (en) et le Naval Facilities Engineering and Expeditionary Warfare Center.La base abrite également des unités déployables, notamment les Pacific Seabees et les Grumman E-2 Hawkeye de la côte ouest. L'installation partage également des pistes avec la 146th Airlift Wing (en) de la California Air National Guard (en). Le Naval Satellite Operations Center (en) (NAVSOC), responsable du contrôle et de la maintenance de la flotte de satellites de communication de la Marine, est situé au NBVC. La base est également responsable du maintien d'une zone d'entraînement utilisée par le 31e groupe de préparation Seabee à Fort Hunter Liggett, situé à environ 390 kmau nord des principales installations de la base. Les drones MQ-25A Stingray seront basés à Point Mugu sous l'aile logistique de commandement et de contrôle aéroporté.

### Musée Seabee de l'US Navy

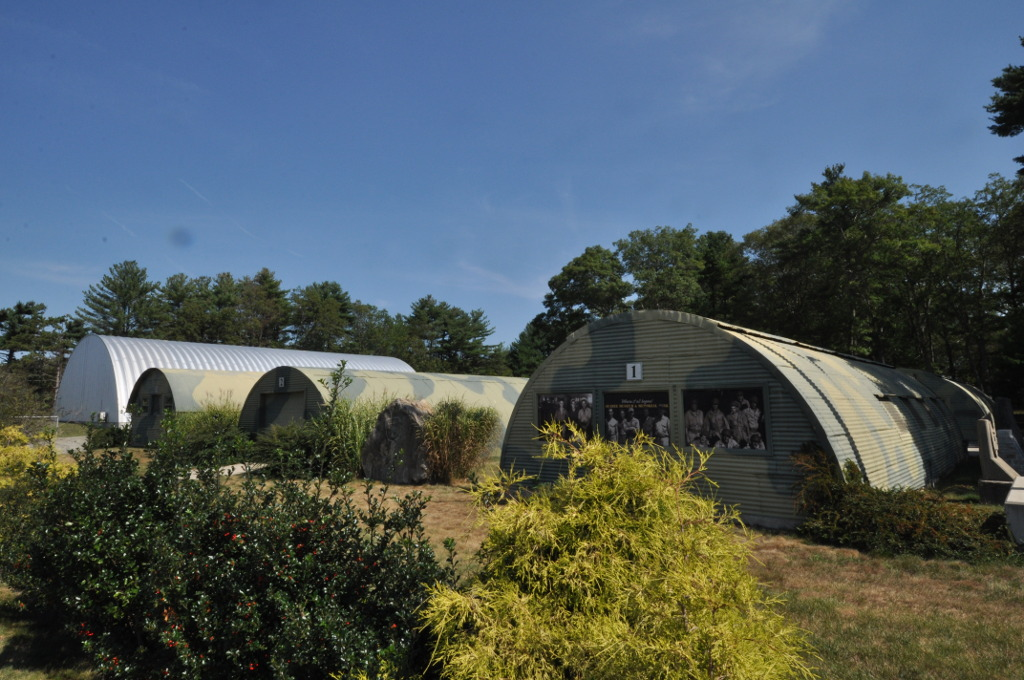
Seabee Museum

Situé sur la base navale du comté de Ventura  l'U.S. Navy Seabee Museum est l'un des 10 musées officiels de la marine américaine. Le musée est le principal dépôt de l'histoire opérationnelle des Seabees. Les archives contiennent divers documents opérationnels, des histoires de bataillon, des manuscrits, des histoires orales, des biographies et des documents personnels concernant les Seabees.